# Notre-Dame de Montréal

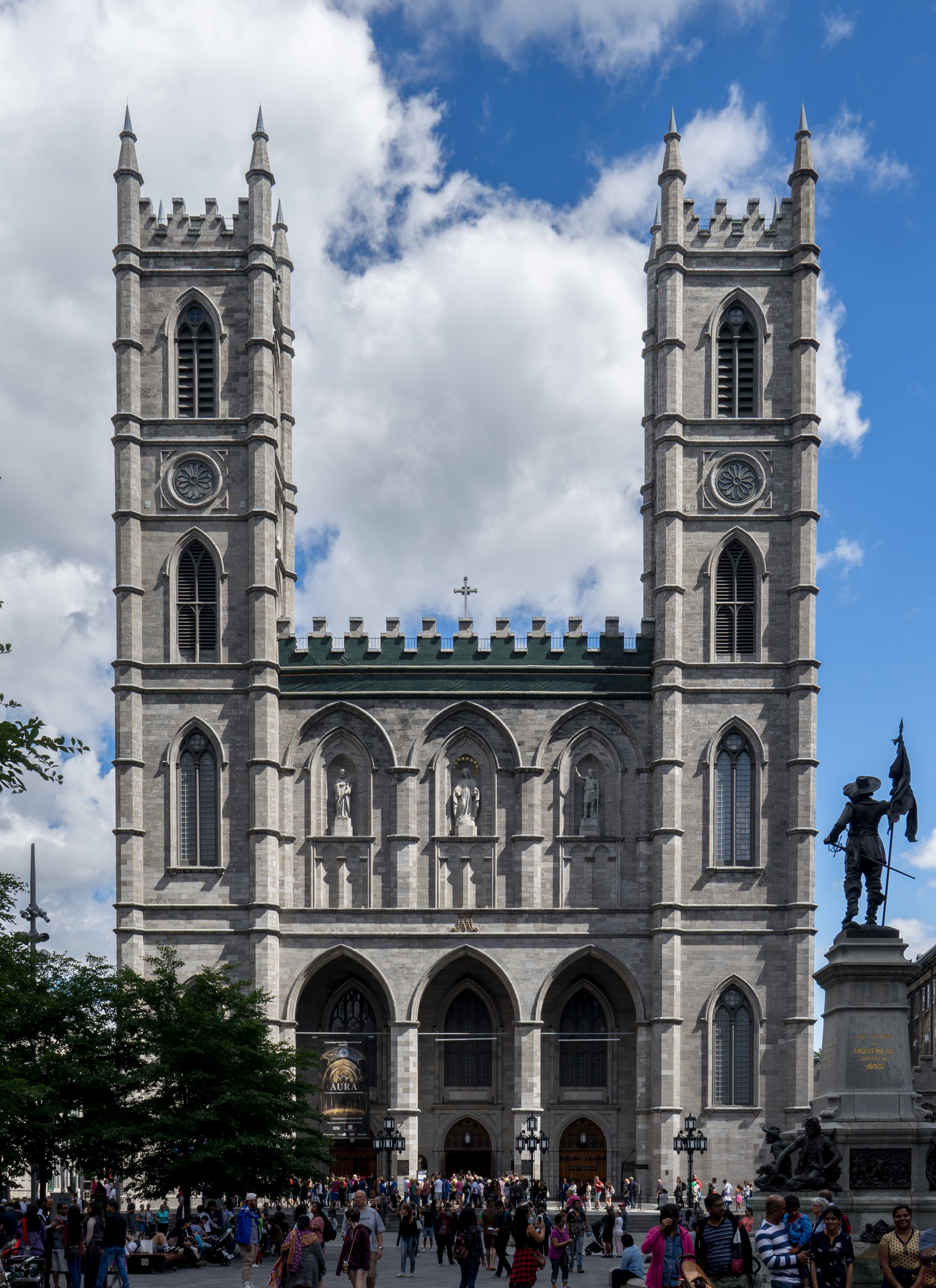
Nordwest-Seite der Kirche, vom Place d’Armes aus gesehen

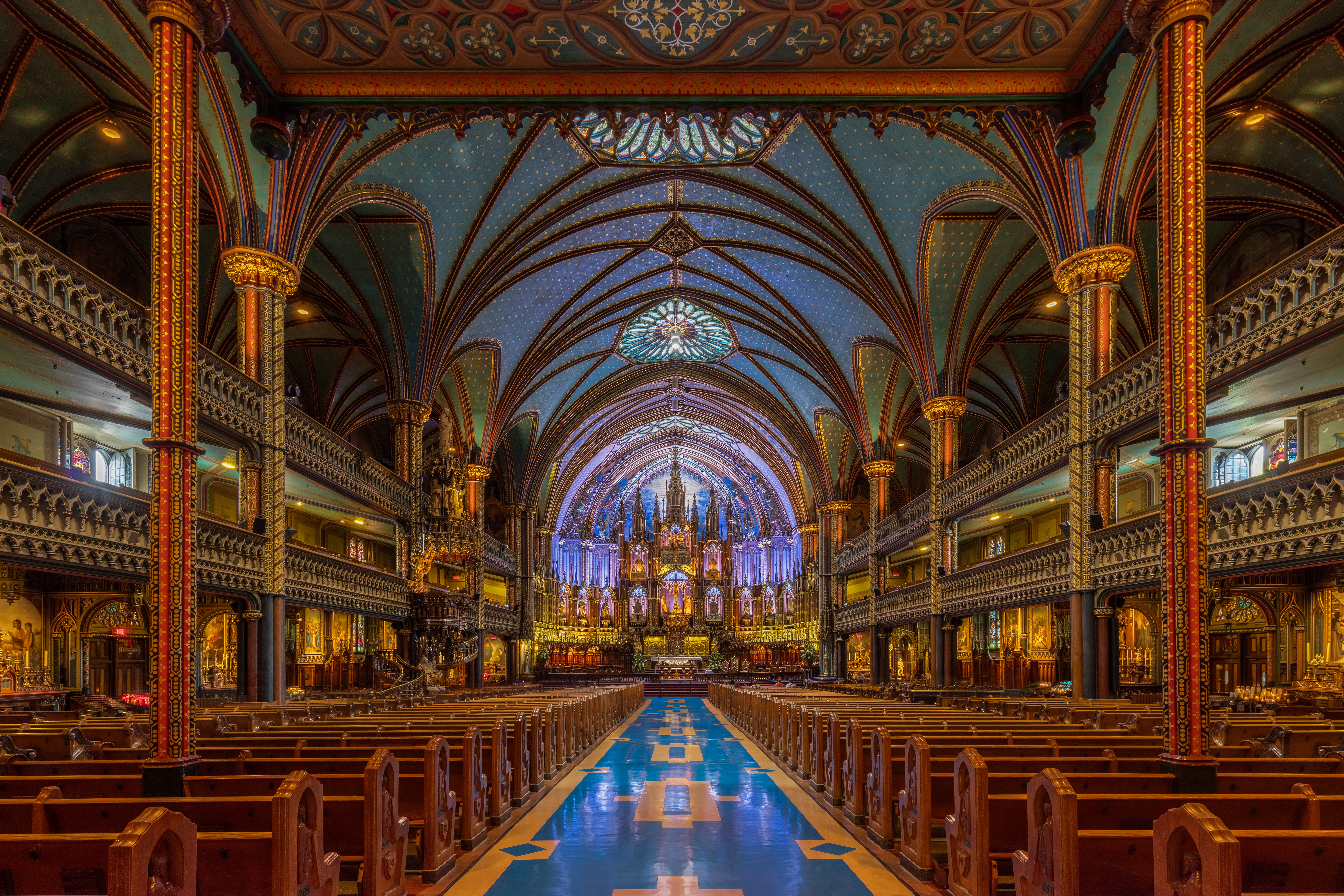
Innenansicht

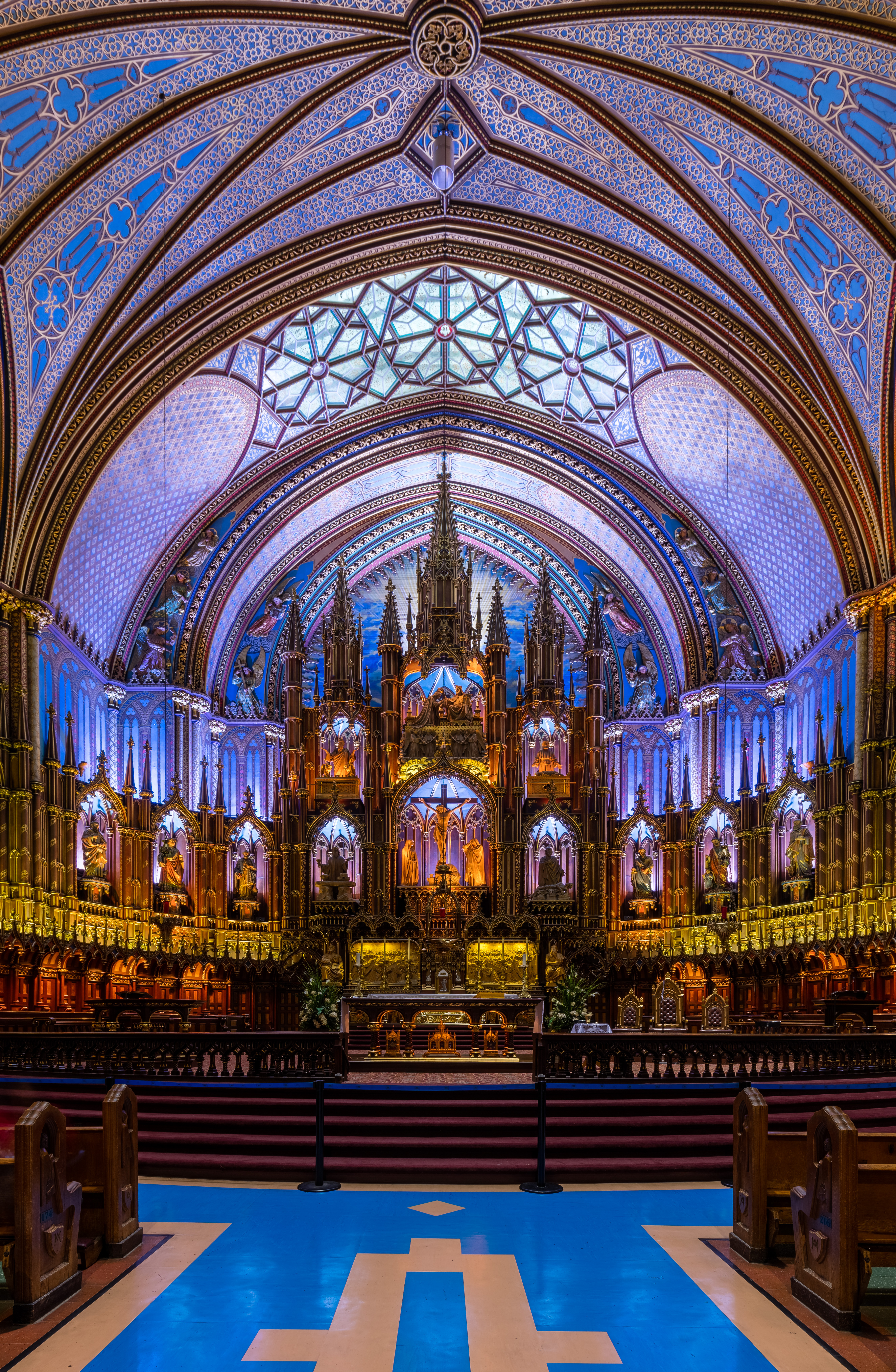
Detailansicht des Altars

Notre-Dame de Montréal („Unsere Liebe Frau von Montreal“) ist eine römisch-katholische Basilika in der kanadischen Stadt Montreal. Sie befindet sich in der Altstadt (Vieux-Montréal) an der Rue Notre-Dame, neben dem Vieux Séminaire de Saint-Sulpice und gegenüber dem Place d’Armes. Das neugotische Gebäude entstand von 1824 bis 1829 und ersetzte die frühere gleichnamige Pfarrkirche.

## Geschichte
Die Pfarrkirche Notre-Dame befand sich unmittelbar nördlich der heutigen Basilika. Der Sulpizianerorden, der die Grundherrschaft über die Île de Montréal besaß, ordnete 1672 den Bau der ersten Kirche an. Sie entstand nach Plänen des örtlichen Ordensvorstehers François Dollier de Casson und war 1683 vollendet. 1720 erhielt der königliche Baumeister Gaspard-Joseph Chaussegros de Léry den Auftrag, die Fassaden neu zu erstellen. Geplant war zudem der Bau von zwei Glockentürmen, die finanziellen Mittel reichten jedoch nur für einen. Diese Arbeiten führte Chaussegros von 1723 bis 1725 aus.
In den Jahren 1734 und 1739 wurde die Kirche durch das Hinzufügen von Seitenschiffen erweitert. Aufgrund des starken Bevölkerungswachstums erwies sie sich allmählich als zu klein. 1821 und 1822 war sie vorübergehend die erste Kathedrale des neu gegründeten Bistums Montreal. Im September 1822 empfahl ein Komitee der Kirchengemeinde, auf der benachbarten Parzelle einen weitaus größeren Neubau zu errichten. Die alte Kirche wurde 1830 abgerissen, der Kirchturm 1843. Erhalten geblieben sind verschiedene Mauerreste.
Die Bauarbeiten an der neuen Kirche begannen im Mai 1824. Architekt war James O’Donnell, ein Protestant irischer Herkunft aus New York. Kurz vor seinem Tod im Jahr 1830 trat er zum Katholizismus über; als einziger liegt er in der Krypta begraben. Am 7. Juni 1829 erfolgte die Einweihung der neuen Kirche. Sie war zu diesem Zeitpunkt die größte auf dem amerikanischen Kontinent nördlich von Mexiko. Unter der Leitung von John Ostell wurden 1841 und 1843 gemäß O’Donnells Plänen die beiden Kirchtürme fertiggestellt. Von 1872 bis 1880 erhielt der Innenraum eine vollständig neue Gestaltung.
Von 1888 bis 1891 entstanden an der Ostseite eine Sakristei und die Kapelle Notre-Dame du Sacré-Cœur. Letztere wurde im Dezember 1978 durch einen Brand stark beschädigt und bis 1982 wiederhergestellt. Bis 1928 war die Kirche das höchste Gebäude der Stadt. Papst Johannes Paul II. verlieh der Kirche am 21. April 1982 den Titel einer Basilica minor und besuchte sie im September 1984.

## Bauwerk

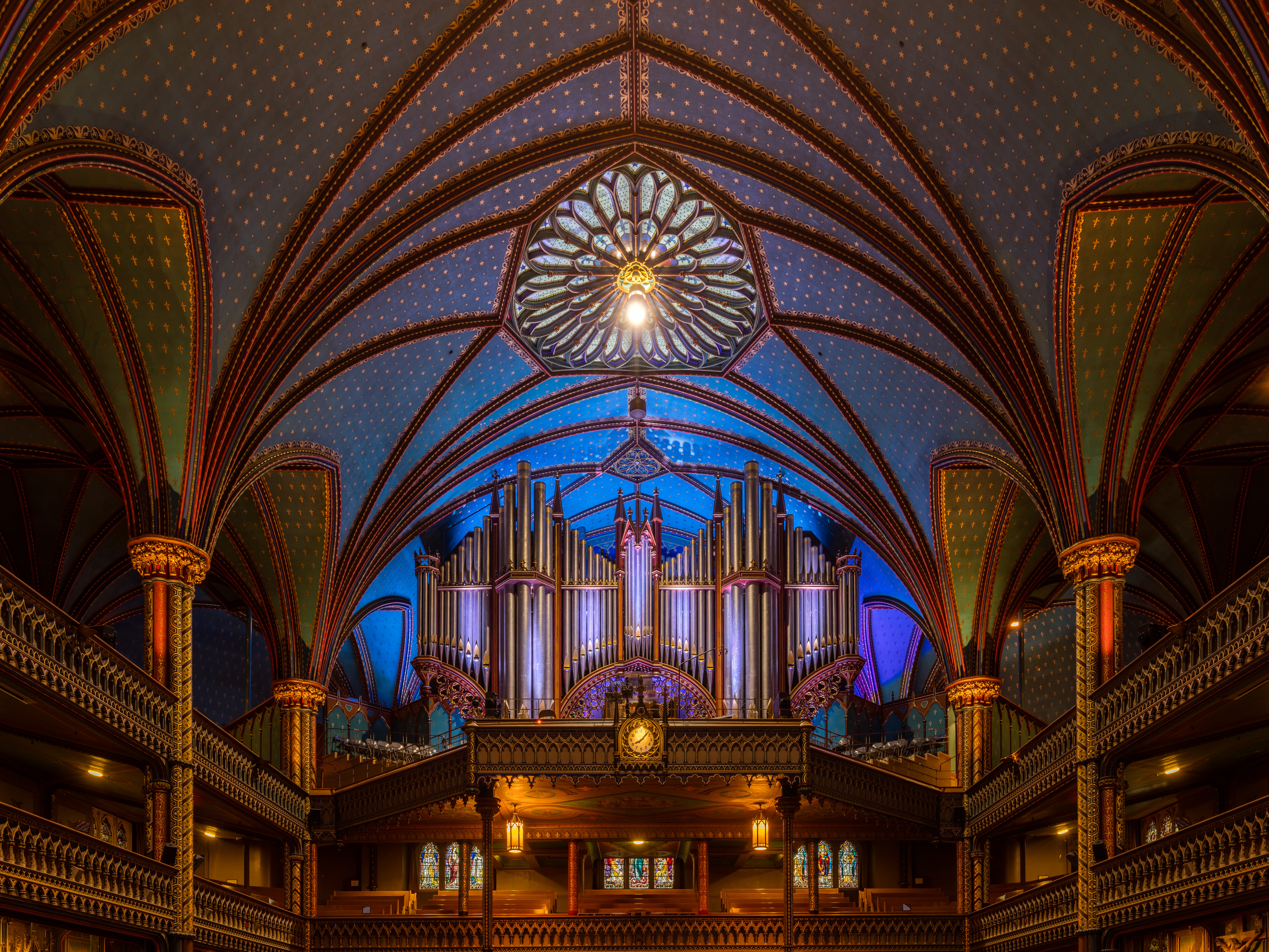
Casavant-Orgel

Die Basilika befindet sich an der Rue Notre-Dame gegenüber dem Place d’Armes, dem zentralen Platz im Altstadtviertel Vieux-Montréal. An die Südseite grenzt das Vieux Séminaire de Saint-Sulpice, das Seminar des Sulpizianerordens. Die Basilika besitzt einen rechteckigen, geosteten Grundriss und ein Satteldach. Sie besteht aus grauem Kalkstein, dem traditionellen Baumaterial in der Montrealer Altstadt. Die beiden Kirchtürme, die drei hohen Spitzbögen des Portikus sowie das polygonale Strebewerk der Seitenfassaden verleihen dem Gebäude eine schlanke Wirkung. Über den drei Portalbögen befinden sich drei Nischen mit Statuen: die Unbefleckte Empfängnis sowie die Heiligen Josef von Nazaret und Johannes der Täufer (Schutzpatrone Kanadas und der Frankokanadier).
Victor Bourgeau gestaltete den gotischen Innenraum der Basilika. Nachdem bereits einige Vorarbeiten geleistet worden waren, regte Pfarrer Benjamin-Victor Rousselot an, sich von der Sainte-Chapelle in Paris inspirieren zu lassen. Der Innenraum ist rechteckig und besitzt weder Apsis noch Querschiff. Vielmehr ist er ganz auf den halbkreisförmigen, erhöht liegenden Altarraum ausgerichtet. Zwei Reihen von hohen Säulen unterteilen den Raum in ein Hauptschiff und zwei Seitenschiffe. Vom Dach herabhängende gewölbte Decken unterstreichen die Aufteilung in drei parallele Räume. Ungewöhnlich sind zwei Reihen von Galerien und ansteigende Tribünen auf beiden Seiten. Unter den Tribünen der Seitenschiffe sind kleinere Räume für Andachten und Beichten angeordnet.
Gestaltung und Beleuchtung des Innenraums sind so konzipiert, dass die Blicke auf die Altäre gerichtet sind. Die Ikonografie des Altarbildes erklärt die biblischen Grundlagen des göttlichen Opfers, wiedergegeben durch die Messe und das anschließende Abendmahl. An der Spitze des Altars wird die Jungfrau Maria durch ihren auferstandenen Sohn gekrönt. Statuen stellen verschiedene biblische Figuren dar.

## Orgel
Über dem Eingang erhebt sich eine Orgel von Casavant Frères. Sie besitzt 99 Register, verteilt auf vier Manuale und Pedal mit 6500 Pfeifen. Die Orgel wurde zwischen 1885 und 1891 installiert; sie war die weltweit erste, die elektrisch angetrieben wurde.
| I Positif expressif C–c4 |        |
| Bourdon                  | 16′    |
| Principal                | 8′     |
| Bourdon                  | 8′     |
| Mélodie                  | 8′     |
| Quintaton                | 8′     |
| Salicional               | 8′     |
| Gemshorn                 | 4′     |
| Flûte harmonique         | 4′     |
| Nazard                   | 2 ⁄3′  |
| Piccolo                  | 2′     |
| Tierce                   | 1 3⁄5′ |
| Carillon III             | 2 ⁄3′  |
| Plein jeu harm III-IV    | 2′     |
| Basson                   | 16′    |
| Cromorne                 | 8′     |
| Cor anglais              | 8′     |
| Tremblant                |        |

| II Grand Orgue C–c4     |       |
| Montre                  | 32′   |
| Montre                  | 16′   |
| Bourdon                 | 16′   |
| Montre                  | 8′    |
| Principal               | 8′    |
| Salicional              | 8′    |
| Gambe                   | 8′    |
| Flûte                   | 8′    |
| Bourdon                 | 8′    |
| Prestant                | 4′    |
| Violon                  | 4′    |
| Flûte harmonique        | 4′    |
| Quinte                  | 2 ⁄3′ |
| Doublette               | 2′    |
| Sesquialtera II         | 2 ⁄3′ |
| Grande Fourniture III-V | 2 ⁄3′ |
| Fourniture V            | 2′    |
| Cymbale IV              | 2⁄3′  |
| Grand Cornet V          | 16′   |
| Cornet V                | 8′    |
| Bombarde                | 16′   |
| Posaune                 | 8′    |
| Trompette               | 8′    |
| Basson                  | 8′    |
| Clairon                 | 4′    |

| III Récit expressif C–c4 |        |
| Gambe                    | 16′    |
| Principal                | 8′     |
| Flûte harmonique         | 8′     |
| Bourdon                  | 8′     |
| Viole de gambe           | 8′     |
| Voix céleste             | 8′     |
| Octave                   | 4′     |
| Violina                  | 4′     |
| Flûte octaviante         | 4′     |
| Nazard                   | 2 ⁄3′  |
| Octavin                  | 2′     |
| Tierce                   | 1 3⁄5′ |
| Larigot                  | 1 ⁄3′  |
| Piccolo                  | 1′     |
| Mixture III              | 2′     |
| Cornet V                 | 8′     |
| Basson                   | 16′    |
| Trompette                | 8′     |
| Hautbois-Basson          | 8′     |
| Voix humaine             | 8′     |
| Clairon                  | 4′     |
| Tremblant                |        |

| IV Solo expressif C–c4 |     |
| Quintaton              | 16′ |
| Violoncelle            | 8′  |
| Flûte traversière      | 8′  |
| Salicional             | 8′  |
| Salicional céleste     | 8′  |
| Flûte harmonique       | 4′  |
| Piccolo                | 2′  |
| Mixture III            | 1′  |
| Cornet V               | 8′  |
| Clarinette             | 8′  |
| Musette                | 8′  |
| Tuba mirabilis         | 8′  |
| Tuba clairon           | 4′  |
| 16′                    |     |
| Trompette en chamade   | 8′  |
| Trompette en chamade   | 4′  |

| Pédale C–g1     |         |
| Principal       | 32′     |
| Résultante      | 32′     |
| Montre (GO)     | 16′     |
| Flûte           | 16′     |
| Contrebasse     | 16′     |
| Violon          | 16′     |
| Bourdon         | 16′     |
| Bourdon doux    | 16′     |
| Grande Quinte   | 10 2⁄3′ |
| Violoncelle     | 8′      |
| Flûte           | 8′      |
| Bourdon         | 8′      |
| Flûte           | 4′      |
| Bourdon         | 4′      |
| Mixture III     | 2 ⁄3′   |
| Contre bombarde | 32′     |
| Bombarde        | 16′     |
| Basson          | 16′     |
| Trompette       | 8′      |
| Basson          | 8′      |
| Clairon         | 4′      |